# Вельцин, Иван Васильевич
Иван Васильевич (Иоганн-Христиан) Вельцин (1767—1829) — российский придворный медик и педагог немецкого происхождения; доктор медицины; действительный статский советник.

## Биография
Иван Вельцин родился в 1767 году; изучал медицину в Германии в Лейпцигском и Гёттингенском университетах. 
В 1789 году в Гёттингене, за диссертацию «De affectum animi usu medico», И. В. Вельцин получил учёную степень доктора медицины. 
Некоторое время Вельцин работал в госпиталях Парижа, Лондона, а затем вернулся в Россию, где в 1790 году был назначен профессором патологии и терапии при Санкт-Петербургском хирургическом институте (в 1802 году хирургический институт был объединён с Императорской медико-хирургической академией). 
В 1795 году в Санкт-Петербурге Вельцин издал труд под заглавием: «Начертание врачебного благоустройства, или о средствах, зависящих от правительства, к сохранению народного здравия».
В 1804 году Вельцин был назначен членом Медицинского совета Министерства внутренних дел Российской империи, а через нескоторое время ещё и старшим врачом Пажеского Его Императорского Вели́чества корпуса. Вельцину было поручено устройство госпиталей в Виленской, Гродненской, Курской и Минской губерниях Российской империи.
26 ноября 1807 года награждён орденом Святой Анны 2-й степени.
Иван Васильевич Вельцин вышел в отставку в 1825 году, скончался в 1829 году.
Его внук, Фёдор Владимирович (1850—1916), дослужился до полковника Русской императорской армии; вместе с генералом Скобелевым участвовал в походах по завоеванию Средней Азии.